# Call of Duty: Black Ops III
Call of Duty: Black Ops III је пуцачка видео-игра, развијена од стране Тријарча, а објављена од стране Активижна. Ово је дванаести наслов у серији Call of Duty и представља наставак видео-игре Call of Duty: Black Ops II из 2012. године. Игра је објављена за Windows, PlayStation 4 и Xbox One 6. новембра 2015.
Black Ops III се одиграва 2065. године, 40 година након догађаја из Black Ops II, у свету великих климатских промена и нових технологија. Слично својим претходницима, прича прати групу тајних агената/војника. Кампања игре је осмишљена тако да подржи кооперативну игру, са 4 играча. Игра такође садржи стандардни Зомби мод.